# Nørrestrand
Nørrestrand er en 3 km lang og 400-500 m bred ferskvandssø i den nordlige udkant af Horsens, med et areal på 132 ha.
Nørrestrand er en fjordarm af Horsens Fjord, som den er forbundet med den gennem det smalle Stensballe Sund. Indtil 1915 var Nørrestrand en brakvandssø , men en sluse ved Sundbroen gjorde Nørrestrand fersk. Søen, der er omgivet af rørskove, enge og krat, er delt i to dele af halvøerne Loddentot og Lindskov Knude.
Når der er højvande i fjorden, kan ferskvandet ikke komme ud, hvilket kan medføre oversvømmelser i Nørrestrands bagland. Nørrestrand er den yderste del af tunneldalen med Store Hansted Å, der afvander 150 km² og løber ud i søens vestlige ende. I den østlige halvdel løber Fiskebæk ud fra nord.
Søen og dens omgivelser, et areal på 390 ha, blev fredet i 1983. Den har et rigt fugleliv og en varieret flora med bl.a syv forskellige orkide-arter.

## Eksterne kilder og henvisninger
1. ↑  fugleognatur.dk Dansk Ornitologisk Forening

- Fredningen, Danmarks Naturfredningsforening
- Folder fra Horsens Kommune Arkiveret 5. marts 2016 hos  Wayback Machine

55°52′39″N 9°52′38″Ø / 55.87750°N 9.87722°Ø